# Sioux Center
Sioux Center is een plaats (city) in de Amerikaanse staat Iowa, en valt bestuurlijk gezien onder Sioux County.

## Demografie
Bij de volkstelling in 2000 werd het aantal inwoners vastgesteld op 6002. In 2006 is het aantal inwoners door het United States Census Bureau geschat op 6611, een stijging van 609 (10,1%). In 2000 was 66,6% van de bevolking van Nederlandse komaf. Het is ook de stad met het hoogste percentage Nederlandse Amerikanen.

## Geografie
Volgens het United States Census Bureau beslaat de plaats een oppervlakte van 13,7 km², geheel bestaande uit land. Sioux Center ligt op ongeveer 436 m boven zeeniveau.

## Geschiedenis
Sioux Center en het nabijgelegen Orange City werden in de 19e eeuw door de nazaten van uit Nederland afkomstige immigranten opgericht. Hun ouders behoorden tot de Afgescheidenen, streng-orthodoxe gereformeerden die zich in 1834 van de Nederlandse Hervormde Kerk hadden afgescheiden. Onder leiding van dominee Hendrik Scholte waren zij naar de Verenigde Staten geëmigreerd en hadden zij in het zuidoosten van Iowa de plaats Pella opgericht.

## Religie
Sioux Center kent een groot aantal kerken, waaronder vijf Christian Reformed kerken, vier kerken uit het verband van de Reformed Church in America, één United Reformed kerk, en een Netherlands Reformed gemeente.

## Economie
De economie van Sioux Center wordt - net zoals in andere kleine plaatsen in de omgeving - gedomineerd door de landbouw.

## Onderwijs
Het Dordt College in Sioux Center is vernoemd naar de Synode van Dordrecht. Het betreft een particulier college (hogeschool) dat is gelieerd aan de Christian Reformed Church in North America.

## Bekende inwoner
- Vern Den Herder (1948), Americanfootballspeler (speelde bij het Miami Dolphins NFL-team in 1972)

## Plaatsen in de nabije omgeving
De onderstaande figuur toont nabijgelegen plaatsen in een straal van 20 km rond Sioux Center.